# Ќ
Ќ, ќ (Kje, pronunciado Kyê) é uma letra do alfabeto cirílico, utilizada no macedônio. Representa os fonemas /c/ ou /ʨ/. Costuma ser transliterado como ć (ex.: Вреќа - Vreća - "saque"), ou, por vezes, como kj (vrekja). Palavras com este som são quase sempre cognatas àquelas que possuem ћ/ć no sérvio e ć no croata, no bósnio e no montenegrino. Por exemplo, a palavra macedônia Шеќер (Šećer ou Šekjer, "açúcar"), corresponde à palavra sérvia Шећер (Šećer em croata, bósnio e montenegrino).
Sua transliteração científica é ḱ ou 'kj'.